# 金特·乌勒里希

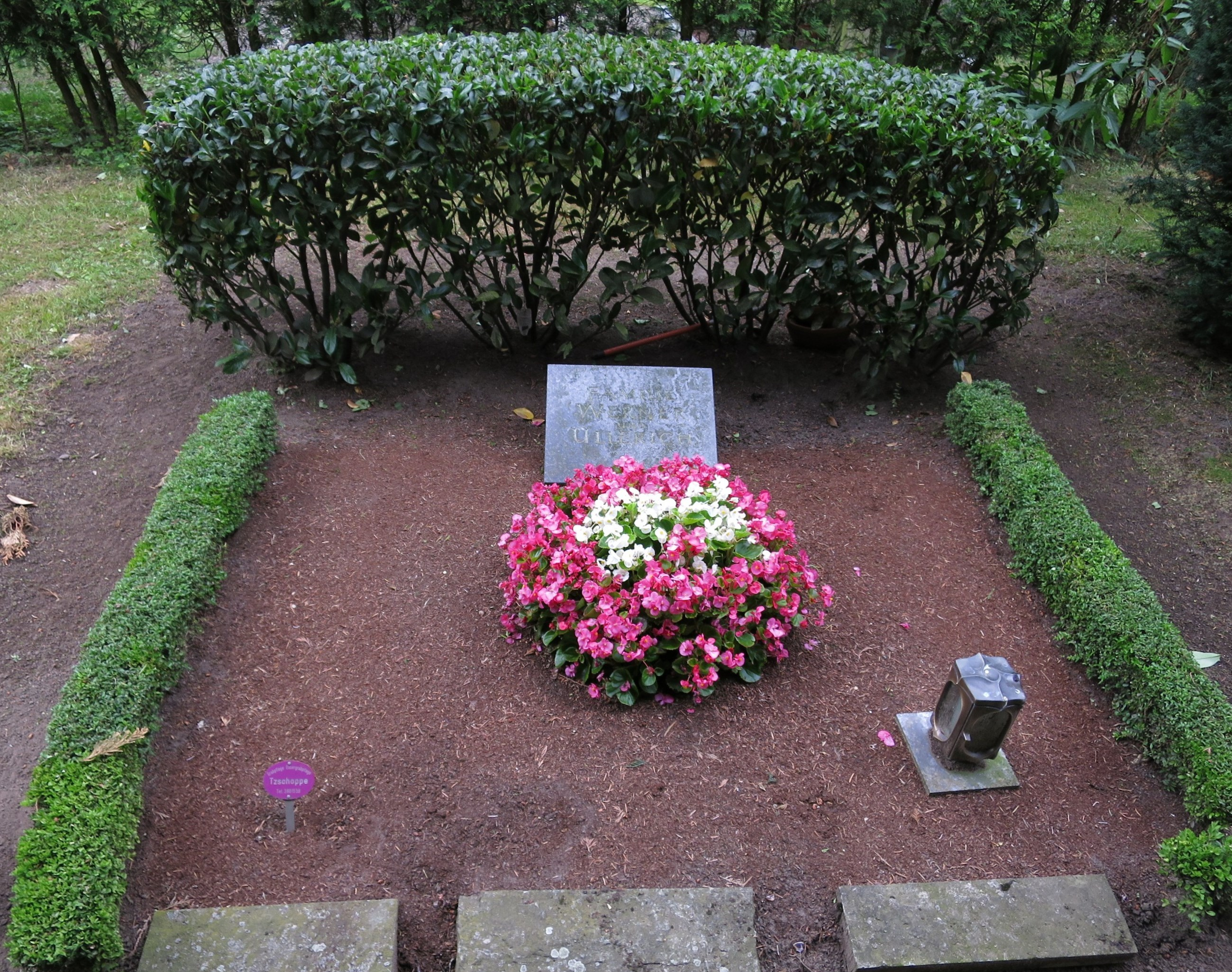
金特乌勒里希的家族墓碑

金特·乌勒里希（德語：Günther Ullerich，1928年4月30日—2007年11月28日），德国男子曲棍球运动员。他曾代表德国、德国联队参加1952年、1956年和1960年夏季奥林匹克运动会曲棍球比赛，获得一枚铜牌。